# Amici di letto
Amici di letto (Friends with Benefits) è un film del 2011 diretto da Will Gluck.
Amici di letto racconta la storia di Jaimie (Mila Kunis) e Dylan (Justin Timberlake), due amici che iniziano una relazione fatta di sesso occasionale con l'intenzione di non rimanere legati sentimentalmente.
Nel film sono presenti diversi camei: Emma Stone, già in Easy Girl (diretto dallo stesso Gluck e citato nella scena iniziale, dove Jamie regge il cartello con scritto "O. Penderghast", nome della protagonista), e Andy Samberg, nei panni degli ex-fidanzati dei due protagonisti, Masi Oka, come passeggero dell'aereo, Shaun White, nel ruolo di se stesso, e Jason Segel e Rashida Jones nei panni di due protagonisti della commedia romantica che guardano Dylan e Jamie.
Il film è stato un buon successo di pubblico e critica, nonché anche un successo commerciale, guadagnando vari riconoscimenti.

## Trama
Jamie, cacciatrice di teste per una delle più importanti agenzie di New York, è stata chiamata da GQ per reclutare un direttore artistico per la rivista. Trova Dylan, un designer per una piccola compagnia di Los Angeles, e lo contatta per convincerlo a fare un colloquio a New York. GQ gli offre il lavoro, ma Dylan è titubante. Jamie, che vedrebbe sfumare il suo compenso in caso il ragazzo rifiutasse, lo conduce in un tour notturno e anticonvenzionale della città, per convincerlo della bontà dell'impiego, coinvolgendolo perfino in un flash mob.
Dopo aver visto la città attraverso gli occhi della ragazza, che lo aveva portato sul tetto di un grattacielo dove era solita contemplare il panorama e rilassarsi, Dylan accetta. Non conoscendo nessun altro in città, Dylan è spesso invitato da Jamie a varie feste e tra i due nasce una forte amicizia. Una sera, mentre stanno guardando una commedia romantica nell'appartamento di Jamie, si scambiano le loro idee sul sesso e sulle relazioni. Entrambi sono stati recentemente lasciati dai rispettivi compagni e non hanno intenzione di prendersi impegni a lungo termine. Tuttavia, concordano sulla visione del sesso come una connessione fisica necessaria, una sorta di valvola di sfogo. Dopo essersi giurati che non matureranno sentimenti profondi l'uno per l'altra, i due iniziano quella che sarà una lunga serie di appuntamenti finalizzati esclusivamente al sesso. Jamie, sotto consiglio di Lorna, sua madre, arriva presto alla conclusione di non volere una relazione basata unicamente sul sesso e chiede a Dylan di tornare a essere amici, in modo che ella possa cominciare a uscire con altri ragazzi. Dylan acconsente, anche lui spinto dai suggerimenti di Tommy, un suo collega.
E così, Jamie conosce Parker, un medico che sembra essere il principe azzurro da lei tanto sognato. Dopo aver passato una notte d'amore insieme, però Parker si rivela meno azzurro del previsto e abbandona l'appartamento della ragazza senza nemmeno salutarla. Jamie corre di nuovo da Dylan, trovando conforto nell'amico, che la invita a passare il fine settimana del 4 luglio in California a casa dei suoi genitori. A Los Angeles conosce la famiglia di Dylan: la sorella Annie, con il figlio Sammy, e il padre, malato di Alzheimer. Lì, la coppia sviluppa un'intesa sempre più forte e profonda, che li porta a un rapporto sessuale intimo e passionale come non ne avevano mai sperimentati insieme. La mattina dopo, Jamie sente una conversazione tra Annie e il fratello in cui quest'ultimo afferma di non avere sentimenti d'amore per la ragazza. Delusa e sofferente, la ragazza torna a New York prima del previsto. Dylan cerca di contattarla perché le manca, ma lei sembra ignorarlo e non gli risponde più al telefono. Ricordandosi del tetto panoramico, unico posto a New York dove non prende il cellulare, che gli aveva fatto visitare, Dylan trova Jamie, che lo informa di non voler avere più rapporti con lui, nemmeno d'amicizia.
Annie, al telefono, ricorda a Dylan di andare a prendere il padre all'aeroporto - starà da lui una settimana mentre la sorella è impegnata fuori città - e quando quest'ultimo, in un momento di demenza, scambia una passante per una donna del suo passato, Dylan viene a sapere una sua vecchia storia: il padre si era lasciato scappare l'amore della sua vita durante gli anni di marina, una decisione che tuttora rimpiange. Dylan capisce di amare profondamente Jamie e  per cercare di riavvicinarla organizza un flash mob alla Grand Central Terminal, simile a quello in cui era stato coinvolto dalla stessa, con l'aiuto della madre di lei, mettendo la canzone che cantava spesso con lei, ovvero Closing Time dei Semisonic. Dylan le rivela quello che davvero prova, facendole anche sapere che aveva detto alla sorella di non essere innamorato, solo perché gli dava fastidio che la sorella si intromettesse troppo. Così dopo essersi riappacificati, decidono di andare al loro primo vero appuntamento. Seduti a un caffè, i due tentano di intrattenere una conversazione rilassata, ma sono presi da un impeto di ardore, ormai innamorati l'uno dell'altra, cominciano a baciarsi appassionatamente.

## Distribuzione
Il film è stato distribuito nelle sale cinematografiche statunitensi il 22 luglio 2011, mentre in Italia è uscito nelle sale il 14 ottobre dello stesso anno, incassando oltre 3 milioni di euro.
In Italia il film è stato distribuito dalla Warner Bros.

## Accoglienza

### Incassi
Il film ha incassato 150,4 milioni di dollari in tutto il mondo.

### Critica
Il film ha ricevuto recensioni generalmente positive, venendo acclamato per la chimica tra Mila Kunis e Justin Timberlake e le loro performance, la storia, l'umorismo, e il peso emotivo. Il sito aggregatore di recensioni Rotten Tomatoes riporta che il 68% delle 168 recensioni professionali ha dato un giudizio positivo sul film, con un voto medio di 6,17 su 10. Su Metacritic il film detiene un punteggio del 63 su 100 basato su 37 critiche.

## Riconoscimenti
- 2011 - Teen Choice Awards
  - Candidatura per la miglior star cinematografica a Justin Timberlake
  - Candidatura per la miglior star cinematografica a Mila Kunis
- 2012 - Teen Choice Awards
  - Candidatura per la miglior attrice in film commedia a Mila Kunis
  - Candidatura il miglior film commedia